# マメンチサウルス
マメンチサウルス（英語: Mamenchisaurus、ラテン語風の発音に基づき"マメンキサウルス"とされることも多い）は、中生代ジュラ紀中期~白亜紀前期 (約1億6,100万から約1億1,400万年前まで)の中国大陸に生息していた最大級の竜脚類。全長22m〜35m。発見地・中国四川省の「馬鳴溪」の誤読「馬門溪」（ピンイン:Mǎménxī; マーメンシー）に因みこの名がある。

## 形態

4種のマメンチサウルスのスケール比較

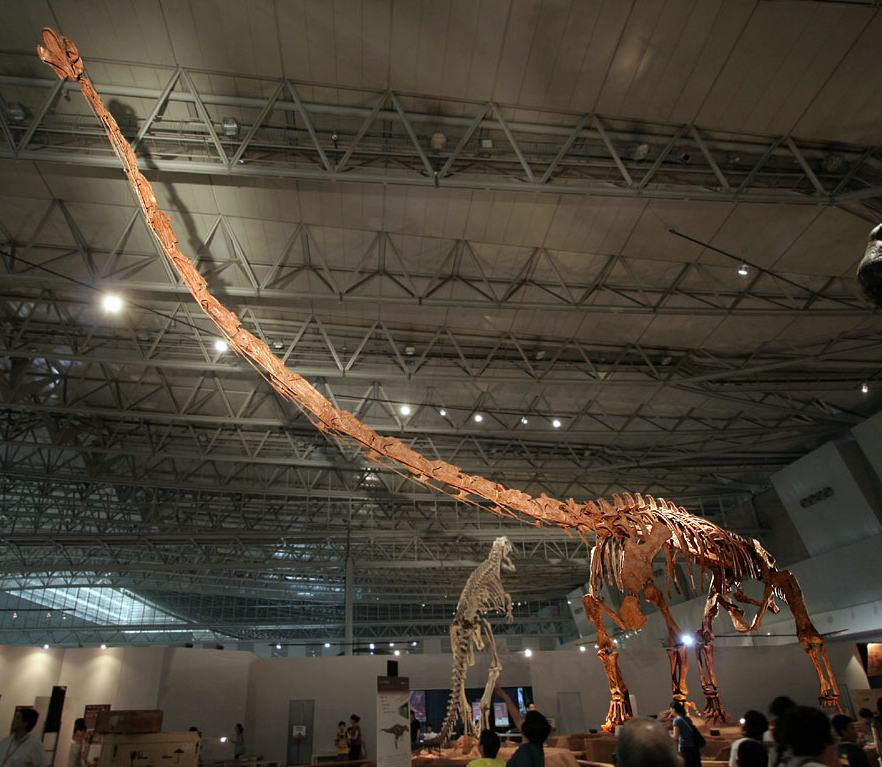
M • シノカナドルム（M. sinocanadorum）の全身骨格

極端に長い首をもつ竜脚類。マメンチサウルス属は計5種記載されているものの、そのうち最大種であるM. sinocanadorumは再研究によれば他種とは異なるクレードに配置され、むしろ同じく最大級のマメンチサウルス科竜脚類であるシンチアンティタンに近いのではないかという結果となった。種によっては全長の半分以上を首が占める。アジア最大の恐竜の一つに数えられる。竜脚類の頸椎は15個以下が普通であるがマメンチサウルスの頸椎は19個に達し、近縁のチュアンジェサウルスとともに竜脚類の中でも最多である。頸椎が16個を超える、とりわけ首が長いタイプの竜脚類化石は中国で多く見つかっている。古環境の研究から、当時東南アジアでは高木の森林が発達していたと言われ、首の長大化もこうした樹木の葉を食べることへの対応とみなす意見もあった。しかし頸椎の構造はマメンチサウルスがそれほど頭を高くもち上げられなかったことを示している。長い首は高所の葉を食べるためではなく、食物を探して歩き回るエネルギーのロスを極力減らすため、首を水平方向に動かしてえさとなる植物を大量に得るための適応と考えられている。また長い首は性選択のためかもしれない。
竜脚類には大型化と並行して首と尾も伸長する傾向が見られる。ただし尾は獣脚類や鳥脚類にも長く発達した例があり、竜脚類だけの特徴とは言えない。また極端に長い尾の持ち主は竜脚類中でもディプロドクス類に限られる。だが、やはり首の長さではマメンチサウルスは比類がない。首の伸長を進化ととらえれば、シュノサウルスのように小型で原始的な竜脚類の首が短いことは納得しやすい。しかしディクラエオサウルス科は進化段階が高いにもかかわらず、首は比較的短い。後期ジュラ紀のアルゼンチンに生息したブラキトラケロパンは、体に対する首の比率がディクラエオサウルス科の他種よりさらに40％近くも短く、どうにか地面に届く程度である。対して中期〜後期ジュラ紀の中国では、系統上の関係にかかわらず極度に首の長い竜脚類が集中的に分布していた。竜脚類の首には冷却器官としての役目もあるが、当時中国だけが突出して暑かった証拠はない。樹木の高さによるものではなかったにせよ、やはり首の長短には何らかの植生の違いが影響していると考えるべきであろう。　

## タフォノミー
マメンチサウルスの化石からは初期の哺乳類(トガリネズミに似ていたらしい)の歯型が見つかっている。また同じ場所からは大型獣脚類と小型獣脚類の単離歯(ぬけ落ちた歯)も見つかっており、こうした大小様々な肉食動物たちによってマメンチサウルスの死体は分解されていたらしい。

## 分類

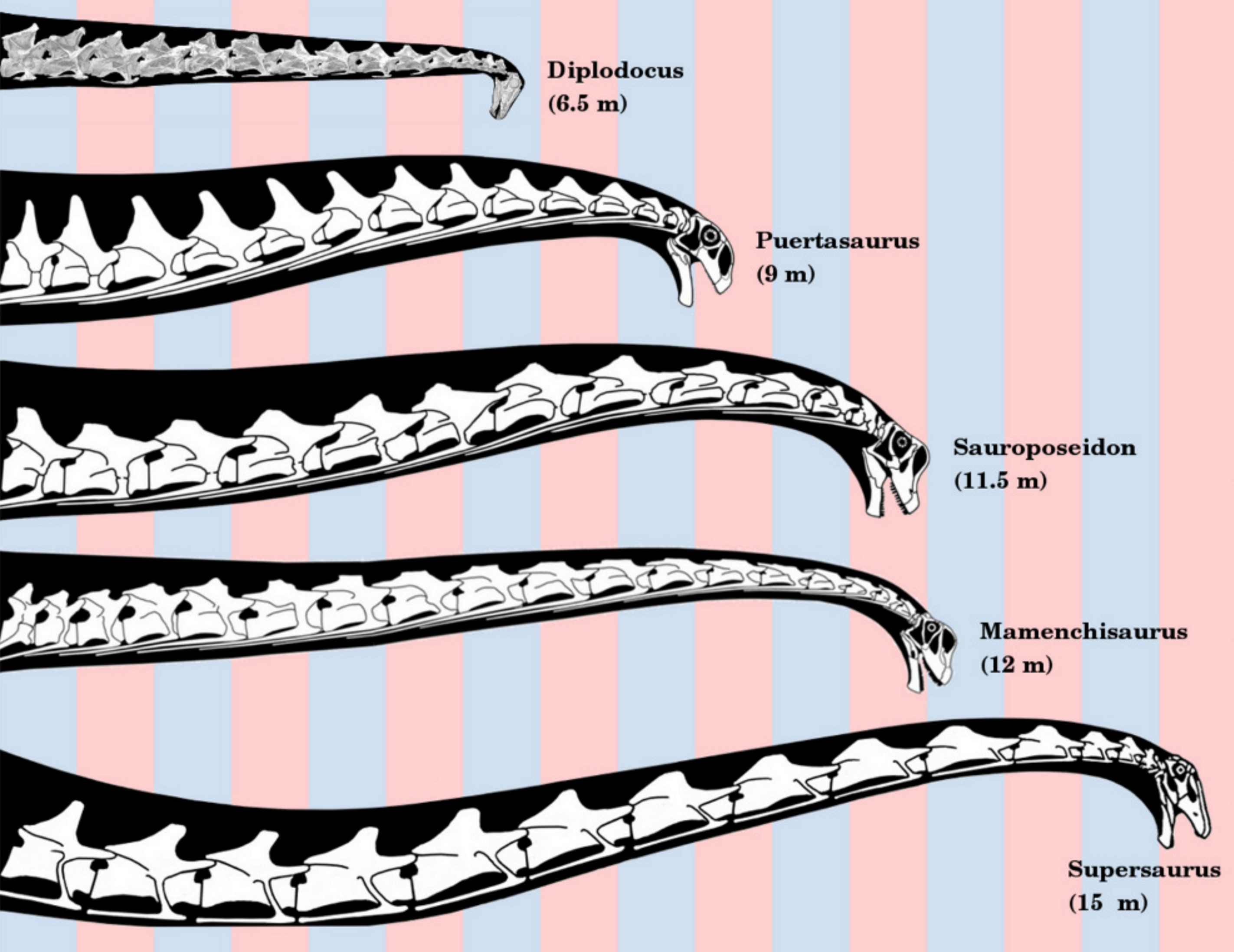
マメンチサウルスと他の竜脚類たちの首の再建図。マメンチサウルスは下から二番目。

マメンチサウルスは以前ディプロドクス科に分類されていたことがある。これはほぼ一般的な特徴を備えた竜脚類であることと、実は頭骨が見つかっていなかったことにある。しかし近年頭骨のそろった骨格が見つかり、そのオメイサウルスやカマラサウルスにも似た前後に短いという特徴から、新たに分類し直されることになった。近年の研究ではディプロドクス、カマラサウルスといった北米の有名な竜脚類（新竜脚類）の祖先と早い段階で分岐した原始的な系統の一員であると見なされている。